# Florence Pietà
De Florence Pietà (ook bekend als de Kruisafneming of de Pietà del Duomo) is een marmeren, onvoltooid gebleven, beeldhouwwerk van Michelangelo dat zich bevindt in het Museo dell'Opera del Duomo, in Florence.
Het beeld, waaraan Michelangelo werkte tussen 1547 en 1553, was door hem bedoeld voor zijn eigen grafmonument in de Basiliek van Santa Maria Maggiore in Rome, maar is daar nooit terechtgekomen. De kunstenaar zelf sloeg het beeld in een woedeaanval kapot toen tijdens het werk eraan bleek dat het marmer niet in goede staat was. Hierdoor mist nog steeds het linkerbeen van de Christusfiguur. Een leerling van Michelangelo, Tiberio Calcagni, heeft het werk gerestaureerd, en er de figuur van Maria Magdalena aan de linkerkant aan toegevoegd.
Hoofdonderwerp van het beeld is de bewening van het lichaam van Christus in een piramidevorige compositie met Maria die het lichaam van haar zoon ondersteunt en Nicodemus (of Jozef van Arimathea) die het lichaam overeind houdt. Vanwege de uiterlijke gelijkenis met de kunstenaar en de bedachte bestemming voor het beeld ziet men in het gelaat van Nicodemus een zelfprortret van Michelangelo.
Het beeld kwam pas in de achttiende eeuw naar Florence en heeft daar een tijd in de Santa Maria del Fiore gestaan. Sinds 1981 is het te bezichtigen in het Museo dell'Opera del Duomo in Florence.
Beeldhouwwerk: Madonna della scala (ca. 1491) · Strijd van de centauren (1492) · Crucifix (1492) · Sint Proculus · Sint Petronius · Bacchus (1497) · Pietà (ca. 1498-1499) · Madonna met kind (1501-1504) · David (ca. 1501-1504) · Tondo Pitti (1503) · Beelden van Paulus en Petrus op het Piccolomini-altaar, 1503 en 1504 · Tadei Tondo (1504-1506) · Matteüs (1505) · Mozes (1513-1516) · Rebellerende Slaaf (ca. 1513) · Stervende Slaaf (ca. 1513) · Cristo della Minerva (1515-1521) · Nieuwe Sacristie · Giuliano de' Medici · de Dag · de Nacht · Lorenzo de'Medici · de Ochtend · de Avond · De Medici Madonna · Jonge Slaaf (1520-1523) · Atlas Slaaf (1520-1523) · Bebaarde Slaaf (1520-1523) · Ontwakende Slaaf (1520-1523) · Apollo (1530) · Hurkende jongen (1530-1534) · De Overwinning (1532-1534) · Brutus (1540) · Florence Pietà (1547-1553) · Rondanini Pietà (1550-1564) 

Schilderij: De Verzoeking van de H. Antonius (1487-1488) · Madonna met kind en St.-Johannes en de engelen (ca. 1497) · De Graflegging (1500-1501) · Tondo Doni (ca. 1504) · Plafond van de Sixtijnse Kapel (1508-1512) · Het laatste oordeel (1541) · De bekering van Paulus (1542-1545) · De kruisiging van Petrus (1546-1550) 

Architectuur: Biblioteca Medicea Laurenziana (Florence, 1525) · Piazza del Campidoglio (Rome, 1536-1546) · Koepel van de Sint-Pietersbasiliek (Rome, 1546-1564) · Santa Maria degli Angeli e dei Martiri (Rome, 1561) · Porta Pia (Rome, 1564)